# توني بروير
توني بروير (بالإنجليزية: Tony Brewer)‏ هو لاعب كرة قاعدة أمريكي، ولد في 25 نوفمبر 1957 في كوشاتا في الولايات المتحدة.

## وصلات خارجية
- توني بروير على موقع الدوري الياباني لكرة القاعدة (الإنجليزية)
- توني بروير على موقعبيزبول رفرنس.كوم (الدوري الرئيسي) (الإنجليزية)
- توني بروير على موقعبيزبول رفرنس.كوم (الدوري الثانوي) (الإنجليزية)
- توني بروير على موقع إي إس بي إن.كوم (أم.أل.بي) (الإنجليزية)
- توني بروير على موقع مشجعي الرسوم البيانية (الإنجليزية)